# Kingsman: Секретная служба
«Kingsman: Секретная служба» (англ. Kingsman: The Secret Service) — британский художественный фильм 2015 года режиссёра Мэттью Вона, c Тэроном Эджертоном, Колином Фёртом и Сэмюэлом Л. Джексоном в главных ролях. Фильм снят по мотивам комикса «The Secret Service» издательства Icon Comics, которое в свою очередь является импринтом Marvel Comics.
Премьера в Великобритании состоялась 29 января 2015 года, в США — 13 февраля, в России — 12 февраля.

## Сюжет
В 1997 году где-то на Ближнем Востоке при операции британских спецслужб погибает агент Ли Анвин, спасая своего начальника, Гарри Харта. Харт, виня себя в гибели подчинённого, встречается с безутешной вдовой Ли, Мишель, и её сыном Гэри по прозвищу «Эггси», даря ему медаль за отвагу, которой наградили Ли, и номер, по которому можно позвонить и получить любую услугу. Проходит 17 лет, и за эти годы Эггси из потенциального таланта, сильного физически и умственно, скатился до уровня обычного гопника. Парень угоняет машину одного из бандитов, дружащих с его ненавистным отчимом-пьяницей Дином Бэйкером, и попадает в полицию, откуда его после звонка вызволяет Гарри Харт. Харт в пабе «Чёрный принц» отчитывает Эггси за то, что тот не хочет становиться выше себя и разбазаривает талант, на что Эггси обижается. В разгар беседы врывается банда Дина во главе с громилой «Ротвейлером», пытаясь отомстить Эггси за угон машины, и ненароком оскорбляет Гарри. В ответ на это тот запирает двери паба со словами «Манеры — лицо мужчины» (англ. Manners Maketh Man) и «разделывает» по ходу драки всех при помощи одного только зонта. После драки Гарри берет с Эггси слово, что тот ничего никому не скажет. Вскоре Эггси доказывает это на деле - разъяренный Дин с мачете наезжает на Эггси, а тот делает вид, что не знает, о чем он. Все это слышит Гарри. Дин ничего не понимает, а Эггси успевает смыться и направляется к ателье.
Харт работает в секретном агентстве «Kingsman»: в 1849 году династия Кингсмэнов основала ателье модной одежды, которую шила для представителей британской и мировой элиты, но после того, как в Первую мировую войну погибли многие наследники знатных родов, Кингсмэны решили объединить ресурсы обескровленных аристократических родов и свои собственные и направить их на создание системы мировой безопасности, которой и занимается ныне агентство, используя новейшие достижения техники, а в магазине одежды располагается вход в тайный центр. Сейчас агентство занимается делом похищения профессора Арнольда, которого похитил эксцентричный шепелявящий миллиардер Ричмонд Валентайн и его помощница Газель с острыми протезами вместо ног, а при попытке спасти профессора был убит агент Джеймс Спенсер по прозвищу «Ланселот». Эггси как кандидат от Харта, известного под прозвищем «Галахад», будет бороться за право стать новым агентом: среди конкурентов есть и язвительный сноб Чарли Хескет, и миловидная Рокси Мортон. Тренировками руководит технический специалист по прозвищу «Мерлин», а во главе стоит поборник аристократии «Артур». Каждый выбирает своего щенка для того, чтобы воспитать его за время тренировок: Эггси берёт мопса, думая, что это бульдог, и называет его Джей-Би. После долгих тренировок остаются всего трое: Рокси, Чарли и Эггси. В предпоследнем задании всех троих отправляют на пытку, проверяя риск каждого сдать коллег, поскольку о существовании «Kingsman» никто не должен знать. Если Эггси и Рокси выдерживают с достоинством это испытание, то Чарли со страха проговаривается и вылетает с позором, получив дополнительную порцию унижений от «Артура» и «Мерлина». Тем временем Гарри находит профессора Джеймса Арнольда, однако не успевает ничего узнать о похищении: у профессора взрывается голова в буквальном смысле, а пытаясь спастись от бандитов, контуженный Харт после ещё одного взрыва впадает в кому и приходит в себя спустя несколько месяцев. «Мерлин» устанавливает, что взрыв был вызван действием имплантата в шее, изготовленного компанией Ричмонда Валентайна. Тот же по телевидению рекламирует SIM-карты, обещая покупателям безлимитные звонки и Интернет, а сам при этом похищает для какой-то цели знатных людей, в том числе шведскую принцессу Тильду и покладистого шведского премьер-министра.
Перед последним испытанием Эггси узнаёт от Гарри, что означает быть джентльменом и агентом «Kingsman», а Харт берёт ему костюм на заказ, обещая, что тот останется у парня на память, даже если Эггси проиграет битву за место агента. В разгар беседы сюда заглядывает Ричмонд Валентайн, с которым Гарри ранее пересекался и безуспешно пытался выяснить его планы. Настаёт последнее испытание — надо убить собственную собаку, которая училась все эти месяцы. Но у Эггси на это не подымается рука, а Рокси свой приказ выполняет и становится агентом «Ланселот». Подавленный поражением Эггси возвращается домой, только чтобы узнать, что его мать была избита отчимом, но совершить расправу ему не даёт Гарри, который отчитывает Эггси за нерешительность — патроны были холостые, и никто во время обучения никогда не погибал, а Гарри всё ещё пытается как-то отплатить семье Анвинов за то, что не спас в своё время Ли. Неожиданно «Галахад» узнаёт, что Валентайн собирается испытать какое-то опасное оружие в одной из церквей в Кентукки, где собираются злобные сектанты. Гарри прибывает в церковь, но там на SIM-карты телефонов прихожан Валентайн подаёт акустический сигнал, вызывающий у всех в радиусе действия сигнала неконтролируемую агрессию. Сошедший с ума Галахад устраивает бойню, в ходе которой гибнут все прихожане, а Валентайн затем выкуривает Харта и стреляет ему в голову: за всеми событиями наблюдают глубоко недоумевающий «Мерлин» со своего поста в штабе «Kingsman», и шокированный Эггси через ноутбук в доме Харта.
Подавленный Эггси встречается с начальником «Kingsman», агентом «Артуром», который предлагает ему помянуть покойного. Внезапно у «Артура» Эггси обнаруживает на шее шрам, какой был у профессора и ряда похищенных лиц, и узнаёт детали плана от «Артура»: Валентайн считает, что человечество отравляет Землю, и хочет истребить почти всех, кроме отобранных представителей мировой элиты, и построить с их помощью новый мир. «Артур» поддался на уговоры Валентайна и теперь ставит перед Эггси выбор: или тот войдёт в число сообщников Валентайна и займёт место в новом мире, или будет отравлен. Эггси, отказываясь, ещё успевает подменить бокалы, и «Артур» сам же выпивает яд, в предсмертной речи грязно ругаясь в адрес Эггси, и выдаёт своё неаристократическое происхождение. Эггси вытаскивает из его шеи микрочип, и отдаёт его на исследование «Мерлину», едва не получив пулю от Рокси. Оказывается, что чип способен защитить владельца от волн агрессии, но Валентайн может ликвидировать такого человека дистанционно. Чип есть у всех похищенных, кроме упирающейся до последнего принцессы Тильды.
«Мерлин» принимает решение действовать своими силами, никому не доверяя. По плану, Эггси под прикрытием Честера Кинга (настоящее имя «Артура»), летит в бункер Валентайна с «Мерлином», чтобы остановить злодея, а Рокси на воздушных шарах поднимается в верхние слои атмосферы, чтобы сбить ракетой один из спутников Валентайна, контролирующих всю схему.
Эггси вырубает шведского министра и помогает «Мерлину» войти в сеть базы Валентайна, но его выдаёт прибывший сюда Чарли Хескет: Эггси вырубает и его мощным электроразрядом. Завязывается бой: Валентайн сдвигает таймер запуска до 2 минут, а Эггси спешит на самолёт к «Мерлину», только чтобы узнать, что у Валентайна установлена биометрическая защита, позволяющая ему запустить схему когда угодно одним прикосновением ладони. Рокси всё же сбивает спутник, однако Валентайн подзывает другой у коллеги, намереваясь активировать схему с помощью сенсорной панели одним прикосновением. Чтобы ликвидировать охрану, «Мерлин» подключается к сети и взрывает имплантанты и у охраны Валентайна, и у всех попавших в бункеры представителей элиты (в живых в бункере остаются только «Мерлин», Эггси, Газель, Валентайн и Тильда). Валентайна это не останавливает, и он запускает программу насилия по всему миру. Рокси перед этим успевает позвонить матери Эггси и просит её запереть маленькую дочь от Дина в комнате: мать делает это прежде, чем на неё находит безумие и она начинает выламывать дверь с мыслями об убийстве дочери. Эггси в упорном бою всё же убивает сначала Газель, а потом и Валентайна, спасая мир и свою семью.
В награду ему достаётся принцесса Тильда, с которой он занимается любовью в тюремной камере. В самом конце Эггси забирает из паба мать и сестру, приглашая их переехать в дом Гарри. Упирающегося Дина, который хочет отомстить Эггси за хамство, Эггси вырубает в том же стиле, что и сделал Гарри в самом начале, перед этим захлопнув дверь со словами «Манеры — лицо мужчины».

## В ролях
| Актёр             | Роль                                                             |
| ----------------- | ---------------------------------------------------------------- |
| Тэрон Эджертон    | Гэри (Эггси) Анвин                                               |
| Колин Фёрт        | агент «Kingsman» Гарри Харт / Галахад                            |
| Сэмюэл Л. Джексон | Ричмонд Валентайн                                                |
| Марк Стронг       | Мерлин                                                           |
| Майкл Кейн        | глава «Kingsman» Честер Кинг / Артур                             |
| Софи Куксон       | кандидат, позже агент «Kingsman» Роксана Мортон / новый Ланселот |
| София Бутелла     | помощница Валентайна, киллер Газель                              |
| Саманта Уомак     | мать Гэри Мишель Анвин                                           |
| Джефф Белл        | отчим Гэри Дин Бейкер                                            |
| Эдвард Холкрофт   | кандидат в «Kingsman» Чарли Хескет                               |
| Марк Хэмилл       | профессор Джеймс Арнольд                                         |
| Джек Дэвенпорт    | агент «Kingsman» Джеймс Спенсер / Ланселот                       |
| Джек Катмор-Скотт | кандидат в «Kingsman» Руфус Сэвилл                               |
| Лили Трэверс      | леди Софи                                                        |
| Ричард Брейк      | дознаватель                                                      |
| Ханна Альстрём    | шведская принцесса Тильда                                        |
| Бьёрн Флоберг     | шведский премьер-министр Мортен Линдстрём                        |
| Велибор Топич     | гопник в баре, друг Дина Бейкера                                 |
| Ральф Айнесон     | полицейский                                                      |
| Кори Джонсон      | лидер церкви                                                     |
| Дэмиен Уолтерс    | телохранитель принцессы                                          |
| Морган Уоткинс    | друг Дина Ротвейлер                                              |
| Джордан Лонг      | друг Дина Пудель                                                 |

## Съёмки

### Идея
Идея съёмок подобного фильма появилась у Марка Миллара и Мэтью Вона, когда они обсуждали в пабе шпионские фильмы и, возмущаясь тем, что этот жанр стал слишком серьёзным, задумали идею съёмки комедийного шпионского фильма. Ради этого Вон отказался от предложения стать режиссёром «Люди Икс: Дни минувшего будущего»: хотя для него это было очень тяжёлым решением, он не захотел отдавать никому право снять первый шпионский комедийный боевик.

### Кастинг
29 апреля 2013 года к съёмкам присоединился Колин Фёрт, который для съёмок тренировался шесть месяцев по три часа в день с лучшими специалистами по боевым единоборствам. Ходили слухи, что роль главного антагониста сыграет Леонардо Ди Каприо, однако Вон опроверг слухи, заявив, что впервые вообще об этом слышал.
Сэмюэл Л. Джексон, сыгравший роль Ричмонда Валентайна, главного злодея в фильме, утверждал, что мечтал всю жизнь сняться в одном из фильмов «Бондианы», однако для него это было почти невозможным. Герой Джексона, по сюжету, постоянно шепелявил — отчасти источником для этой особенности послужило заикание, от которого в детстве страдал Джексон. В сентябре 2013 года главную женскую роль получила Софи Куксон, которой отдали предпочтение при кандидатурах Эммы Уотсон и Беллы Хиткот. Роль профессора Джеймса Арнольда исполнил Марк Хэмилл: по иронии судьбы, в оригинальных комиксах, по которым и был снят фильм, присутствовал персонаж — полный тёзка актёра.
Отчима Эггси Анвина по имени Дин Бейкер сыграл Джефф Белл, известный по роли лидера хулиганской группировки ФК «Миллуолл» в фильме «Хулиганы Зелёной улицы» — шарф именно этого футбольного клуба висит у Эггси на зеркале в комнате.

### Продакт-плейсмент
В фильме фигурируют различные реальные бренды: Turnbull & Asser (рубашки), Lonsdale (одежда), Fred Perry (одежда), Lyle & Scott (одежда), Drake’s (галстуки), Cutler & Gross (очки), Swaine Adeney Brigg (зонты), George Cleverley (обувь), Bremont (часы), Adidas (одежда), McDonald's (пищевые продукты), Samsung и Lenovo (ноутбуки и планшеты), Audi (автомобили), Guinness (пиво).

### Съёмки
Съёмки фильма начались 6 октября 2013 года в Дипкате в Суррее. Бюджет фильма составил около трети от бюджета «007: Координаты "Скайфолл"». Сцены у дома, где жил Эггси, снимали у жилого комплекса Александра-Роуд в Кэмдене, несколько сцен отсняты в Имперском колледже Лондона. Сцена драки Гарри Харта с гопниками была снята в пабе «The Black Prince» в Кеннингтоне в Южном Лондоне.
На Сэвил Роу в лондонском районе Мейфэр в доме 12 снимали вход в офис штаб-квартиры «Kingsman» в ателье по пошиву одежды «H. Huntsman & Sons»; дом 6 на Сент-Джеймс-стрит, где находится магазин шляп James Lock & Co., также использовался для съёмок.
Майкл Кейн, герой которого в одной из кульминационных сцен перешёл с традиционно «высокого стиля» на кокни, сам нередко снимался в фильмах, где его герой говорил на кокни, и сохранял свой акцент в разных картинах. Он пояснял это тем, что сам является представителем рабочего класса и хочет тем самым показать классу, что нет ничего невозможного.

## Награды и номинации
- 2015 — две премии «Империя» за лучший британский фильм и за лучший актёрский дебют (Тэрон Эджертон), а также две номинации в категориях «лучший триллер» и «лучшая актриса-дебютантка» (Софи Куксон).
- 2016 — 5 номинаций на премию «Сатурн»: лучшая экранизация комикса, лучший сценарий (Джейн Голдман, Мэттью Вон), лучший актёр (Тэрон Эджертон), лучший монтаж (Эдди Хэмилтон, Джон Харрис), лучшие костюмы (Арианна Филлипс).
- 2016 — номинация на премию Японской киноакадемии за лучший зарубежный фильм.
- 2016 — номинация на премию Лондонского кружка кинокритиков в категории «лучший британский/ирландский актёр года» (Майкл Кейн).
- 2016 — номинация на премию MTV Movie Awards в категории «лучший злодей» (Сэмюэл Л. Джексон).

## Саундтрек
13 февраля 2015 года La-La Land Records выпустила саундтрек фильма на CD.

## Критика и отзывы
Rotten Tomatoes дала фильму оценку 74 % положительных отзывов, со средним рейтингом 6.8/10, назвав фильм «Стильным, подрывным и, прежде всего, весёлым». На Metacritic, фильм имеет средневзвешенные 58 баллов из 100, указывающих «смешанные или средние отзывы». Movie Movie Query Engine (MRQE) оценил фильм на 63 баллов из 100. Согласно CinemaScore, зрители дали фильму оценку «B+» по шкале от A+ до F.
Как пишет в своём обзоре Питер Трэверс из «Rolling Stone»: «Этот боевой фильм о британских секретных агентах безумно потрясён, а не взволнован … Даже когда это перестает иметь смысл, Kingsman является неудержимой забавой». Джордан Хоффман, пишущий для «The Guardian», замечает: «Дух 007 во всём этом фильме, но сценарий Вона … имеет лицензию на эту франшизу и никто, кто участвует в производстве, не может поверить, что они уходят с созданием такого Batshit Bond». Сравнивая Kingsman с фильмами Кристофера Нолана, Хоффман отмечает: «Несмотря на присутствие дедушки Майкла Кейна, тон Kingsman почти настолько далек от фильма супергероя в стиле Кристофера Нолана, насколько возможно. Правдоподобность зачастую жертвуется в угоду хорошей шутке». Питер Брэдшоу назвал фильм «ухмыляющимся шпионским обманом, странно беззаботным и датированным непреднамеренно», «это кино, навечно требующее, чтобы его поздравили с тем, насколько оно „стильное“».